# Mick Pearce
Mick Pearce (Harare, 6 februari 1938) is een Zimbabwaans architect.

## Levensloop
Pearce studeerde in 1962 af aan de Architectural Association School of Architecture in Londen. Hij verrichtte projecten in Zimbabwe, Zambia, de Verenigde Staten en Australië.
Pearce richt zich op duurzame architectuur. Hij onderscheidt zich van andere architecten door het gebruik van principes van biomimetica, ofwel het nabootsen van de natuur, en het gebruik van natuurlijke materialen. Het doel van zijn architectuurstijl is zo min mogelijk schade toe te brengen aan het milieu. Verder gebruikt hij vooral lokale materialen en traditionele technologieën zoals windmolens.
Een van zijn meest bekende werken is het Eastgate Shopping Centre in Harare. Pearce haalde zijn inspiratie voor het systeem voor temperatuurbeheersing in dit gebouw uit de wijze waarop dit gebeurt in termietenheuvels. Door het gebruik van dit systeem combineerde hij besparing van energie en creëerde hij een natuurlijke ventilatie en airconditioning. Het gebouw verbruikt ongeveer 10% van de energie in vergelijking tot gebouwen van een vergelijkbare omvang.
Verder zorgde Pearce voor de bouw van een architectuurschool in Harare, waarin hij zijn kennis doorgeeft. Toen zijn geboorteland werd geteisterd door conflicten, vertrok hij echter in 2000 noodgedwongen naar Australië.
In 2003 werd Pearce voor zijn innovaties op het gebied van ecologisch en duurzaam ontwerpen onderscheiden met een Prins Claus Prijs.

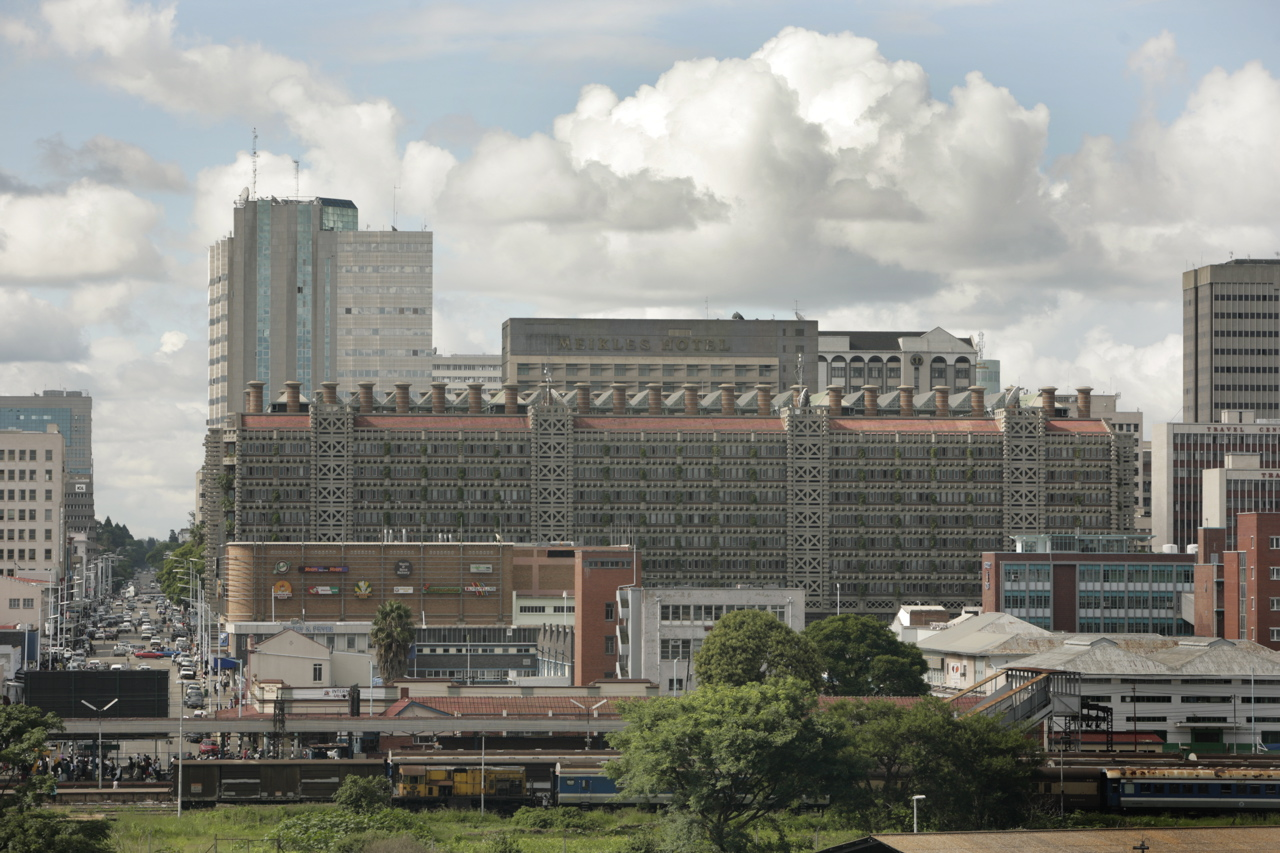
Eastgate Centre
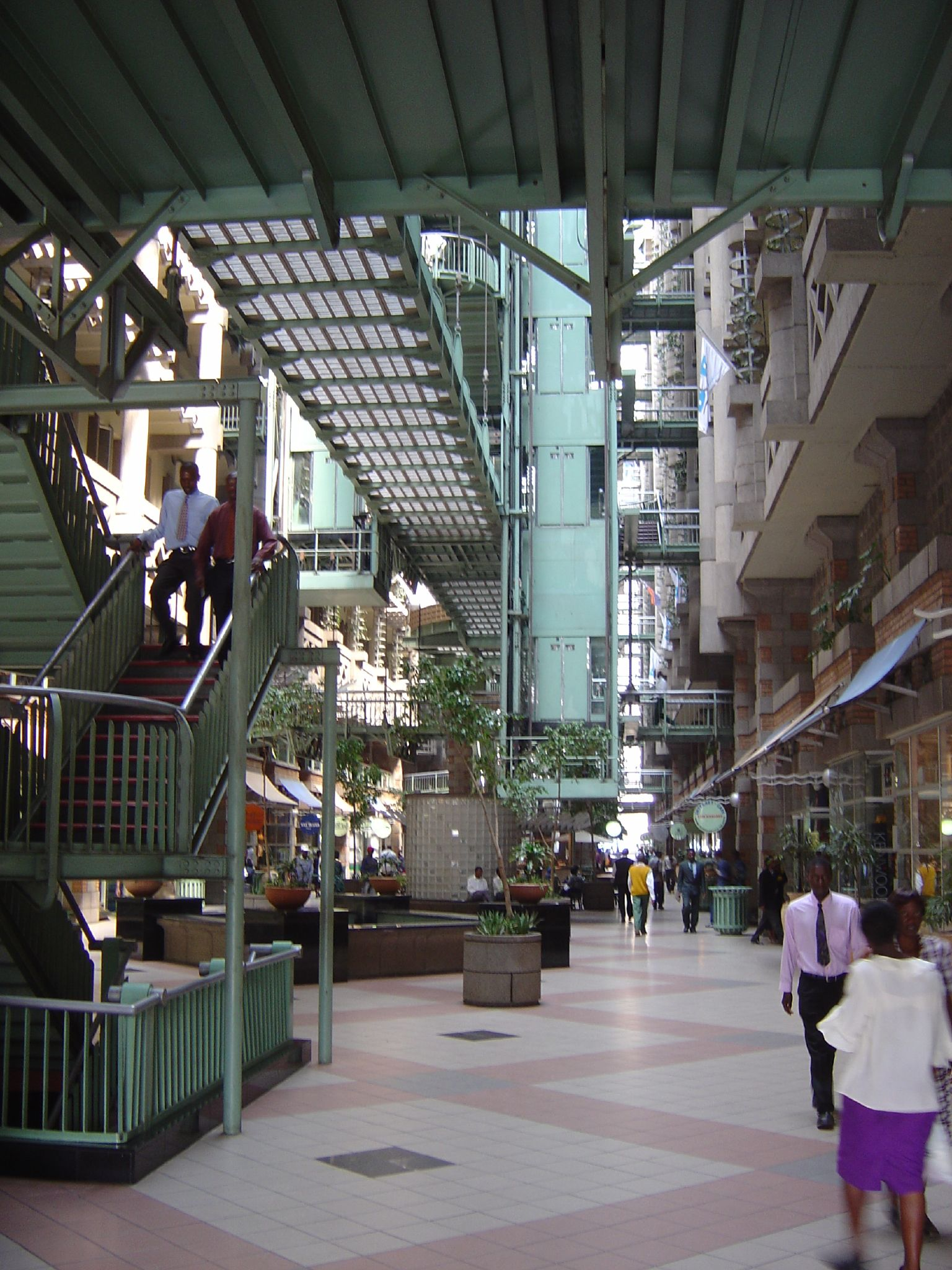
Eastgate Shopping Mall

- Union List of Artist Names: 500263710
- Virtual International Authority File: 173729983